# Тютюнова димова клізма
Тютюнова димова клізма, вдування тютюнового диму в пряму кишку, як стимуляцію дихання, європейці перейняли в корінних народів Північної Америки.
Набори для реанімації з допомогою тютюнового диму складалися з сильфона та трубки, були надані Лондонським Королівським гуманним товариством і розміщені в різних місцях уздовж ріки Темзи на випадок реанімації потопельників. Крім того, європейські лікарі застосовували ці клізми для лікування різних захворювань. Європейці визнали тютюн лікарським засобом невдовзі, як його вперше імпортували з Нового Світу.

## Дим у медицині до відкриття Америки
Європейці використовували ладан ще в античності, а психоактивні ефекти спалення насіння конопель були добре відомі скіфам і фракійцям. Стародавній грецький лікар Гіппократ рекомендував вдихання диму для «жіночих хвороб», Пліній Старший призначав дим, як ліки від кашлю.

## Тютюн в медицині по відкриттю Америки
Корінні американці, від яких перші західні дослідники дізнались про тютюн, використовували лист цієї рослини для різних потреб, навіть - для релігійного поклоніння. Тож французький дипломат Жан Ніко використовував тютюнові припарки як знеболюючий засіб, а Ніколас Монардес виступав за використання тютюну для лікування раку, головної болі, проблеми з диханням, спазмів шлунка, грижі, застуди, подагри, черевного тифу, холери, запорів, від глистів та жіночих захворювань. Тодішня медична наука добилася того, що на короткий період тютюн став панацеєю. Про його використання згадувалося у фармакопеї, як засіб проти застуди та сонливості, спричинених певними медичними недугами, його ефективність пояснюється його здатністю вбирати вологу, зігрівати частини тіла і, отже, підтримувати настільки важливу рівновагу здоровій людині.  Тютюн також використовувався для обкурювання будівель для оберігання від недуг.
Штучне дихання та вдування диму в легені або пряму кишку вважалися взаємозамінними, але димову клізму сприймали найпотужнішим методом через передбачувані зігріваючі та стимулюючі властивості. Голландці експериментували з методами надування легенів для реанімації потопельників. Пацієнтам також вводили ректальні настої тютюнового диму як  стимулятора дихання. Річард Мід був одним із перших західних вчених, хто рекомендував клізми тютюнового диму для реанімації жертв утоплення.

## Занепад лікувальної справи з допомогою тютюну
Напади на теорії, що стосуються здатності тютюну лікувати хвороби, розпочалися на початку 17 століття. Хоча певні переконання щодо ефективності тютюнового диму для захисту від хвороб зберігалися аж до 20 століття, використання димових клізм у західній медицині зменшилося після 1811 року, коли експериментами на тваринах Бенджамін Броді продемонстрував, що основний активний агент у тютюновому димі нікотин є серцевою отрутою, яка може зупинити циркуляцію крові.